# Luiz Vicente Bernetti
Luiz Vicente Bernetti OAD (* 24. März  1934 in Ponzano di Fermo, Italien; † 11. August 2017 in Rio de Janeiro, Brasilien) war ein italienischer Ordensgeistlicher und römisch-katholischer Bischof von Apucarana in Brasilien.

## Leben
Luiz Vicente Bernetti trat der Ordensgemeinschaft der Augustiner-Discalceaten bei, legte die Profess am 25. März 1955 ab und empfing am 1. Juni 1958 die Priesterweihe.
Papst Johannes Paul II. ernannte ihn am 12. Juni 1996 zum Weihbischof in Palmas-Francisco Beltrão und Titularbischof von Rufiniana. Der Bischof von Palmas-Francisco Beltrão, Agostinho José Sartori OFMCap, spendete ihm am 25. August desselben Jahres die Bischofsweihe; Mitkonsekratoren waren Lúcio Ignácio Baumgärtner, Bischof von Cascavel, und Clemente Isnard OSB, Bischof von Nova Friburgo.
Am 2. Februar 2005 wurde er durch Johannes Paul II. zum Bischof von Apucarana ernannt. Am 8. Juli 2009 nahm Papst Benedikt XVI. sein altersbedingtes Rücktrittsgesuch an.